# Бурак, Александр Кондратьевич
Александр Кондратьевич Бурак (1918—1993) — подполковник Советской Армии, участник Великой Отечественной войны, Герой Советского Союза (1945).

## Биография
Александр Бурак родился 12 февраля 1918 года в местечке Койданово (ныне — город Дзержинск Минской области Белоруссии) в рабочей семье. После окончания семилетней школы в 1932 году работал слесарем на Минском вагоноремонтном заводе. Окончил аэроклуб. В 1938 году был призван на службу в Рабоче-крестьянскую Красную Армию. В 1940 году Бурак окончил Одесскую военную авиационную школу лётчиков. С апреля 1942 года — на фронтах Великой Отечественной войны. В мае 1943 года в ходе штурмовки города Козельска Калужской области самолёт Бурака был сбит, а сам лётчик — тяжело ранен в лицо, однако он сумел посадить самолёт на своей территории. К январю 1945 года старший лейтенант Александр Бурак был заместителем командира эскадрильи 208-го штурмового авиаполка 227-й штурмовой авиадивизии 8-го штурмового авиакорпуса 8-й воздушной армии 4-го Украинского фронта.
К январю 1945 года Бурак совершил 102 успешных боевых вылета на штурмовку скоплений техники и живой силы противника, а также железнодорожных составов и аэродромов, в ходе которых уничтожил 28 танков, 3 батареи ПВО, 3 самолёта на аэродромах. Неоднократно совершал вылеты в сложнейших метеорологических условиях.
Указом Президиума Верховного Совета СССР от 29 июня 1945 года за «образцовое выполнение боевых заданий командования на фронте борьбы с немецко-фашистским захватчиками и проявленные при этом мужество и героизм» старший лейтенант Александр Бурак был удостоен высокого звания Героя Советского Союза с вручением ордена Ленина и медали «Золотая Звезда» за номером 7619.
В 1945 году Бурак вступил в ВКП(б). После окончания войны он продолжил службу в Советской Армии. Дважды — в 1946 и 1951 годах — оканчивал Высшие офицерские лётно-тактические курсы. В 1956 году в звании подполковника Бурак был уволен в запас. Проживал в Харькове, скончался 24 декабря 1993 года, похоронен на харьковском кладбище № 2.
Был также награждён тремя орденами Красного Знамени, орденами Александра Невского, Отечественной войны 1-й и 2-й степеней, Красной Звезды, а также рядом медалей.